# Amel-sur-l'Étang
Pour les articles homonymes, voir Amel et Étang.
Amel-sur-l'Étang est une commune française située dans le département de la Meuse, en Lorraine, dans la région administrative Grand Est.
En dialecte, le village se nommait Amal.

## Géographie

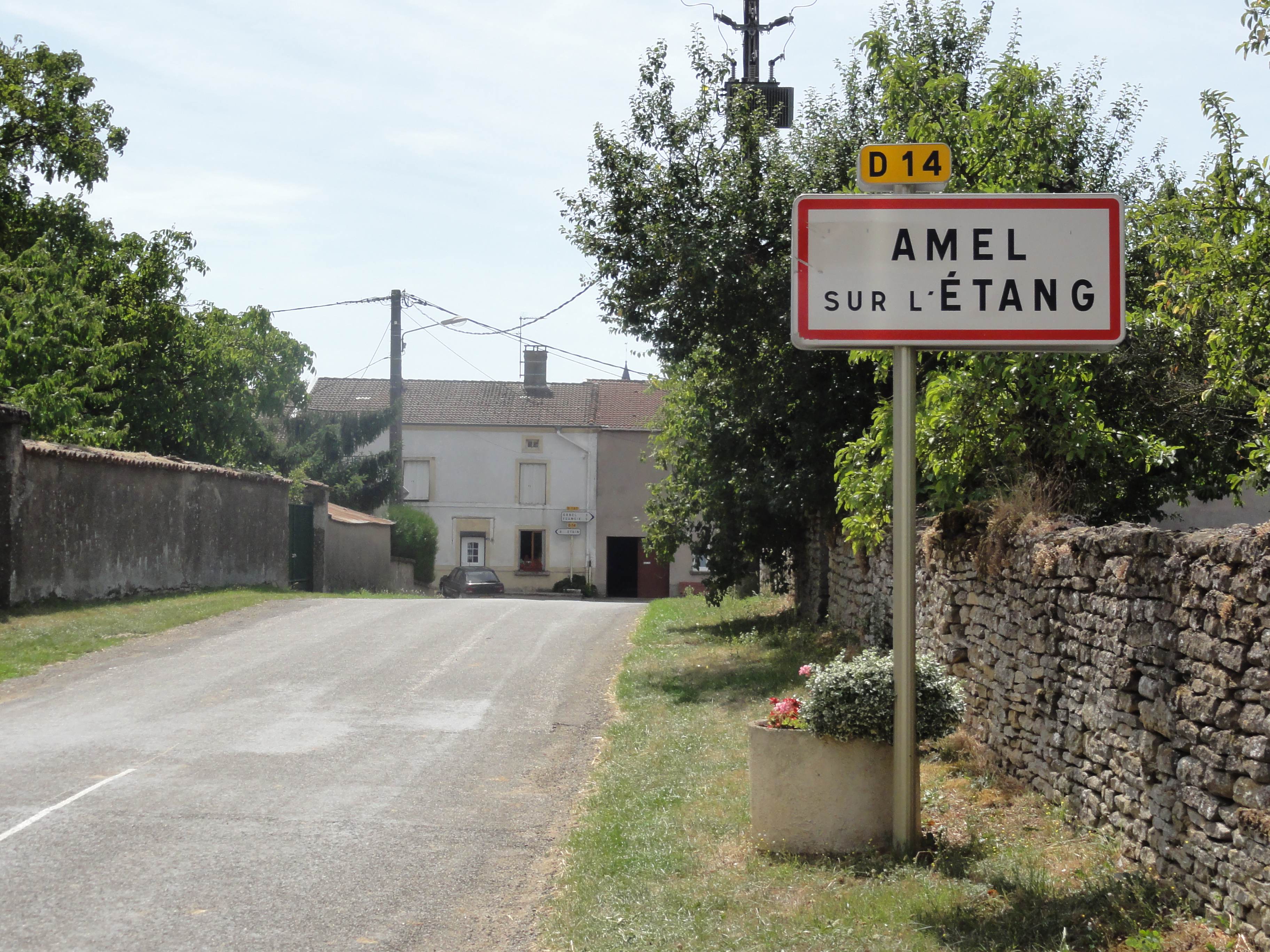
Entrée d'Amel-sur-l'Étang.

| Senon         | Senon            | Éton              |
| Senon         | Amel-sur-l'Étang | Éton              |
| Foameix-Ornel | Foameix-Ornel    | Rouvres-en-Woëvre |

### Hydrographie

#### Réseau hydrographique
La commune est dans le bassin versant du Rhin au sein du bassin Rhin-Meuse. Elle est drainée par l'Orne, le ruisseau du Gros Pré, le ruisseau des Ribonneaux, le ruisseau du Moulin, le ruisseau le Sorel et le ruisseau de l'Étang de la Fruissière,.
L'Orne, d'une longueur de 86 km, prend sa source dans la commune de Ornes et se jette  dans la Moselle à Richemont, après avoir traversé 25 communes.

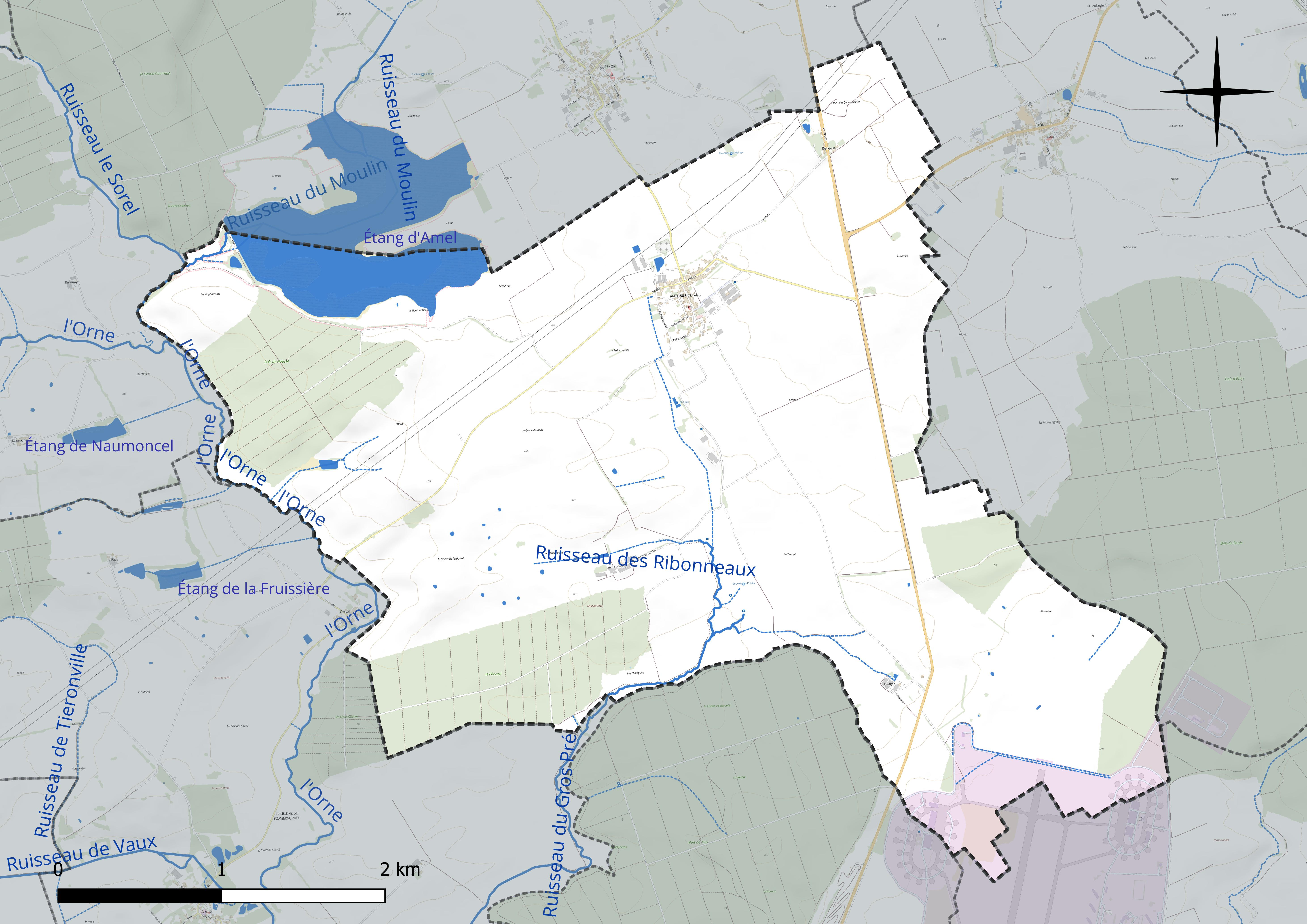
Réseau hydrographique d'Amel-sur-l'Étang.

Un plan d'eau complète le réseau hydrographique : l'étang d'Amel, d'une superficie totale de 108,3 ha (46,9 ha sur la commune),.

#### Gestion et qualité des eaux
Le territoire communal est couvert par le schéma d'aménagement et de gestion des eaux (SAGE) « Bassin ferrifère ». Ce document de planification concerne le périmètre des anciennes galeries des mines de fer, des aquifères et des bassins versants hydrographiques associés qui s’étend sur 2 418 km2. Les bassins versants concernés sont celui de la Chiers en amont de la confluence avec l'Othain, et ses affluents (la Crusnes, la Pienne, l'Othain), celui de l'Orne et ses affluents et celui de la Fensch, le Veymerange, la Kiesel et les parties françaises du bassin versant de l'Alzette et de ses affluents (Kaylbach, ruisseau de Volmerange). Il a été approuvé le 27 mars 2015. La structure porteuse de l'élaboration et de la mise en œuvre est la région Grand Est.
La qualité des cours d’eau peut être consultée sur un site dédié géré par les agences de l’eau et l’Agence française pour la biodiversité.

### Climat
Pour des articles plus généraux, voir Climat du Grand Est et Climat de la Meuse.
En 2010, le climat de la commune est de type climat des marges montargnardes, selon une étude du Centre national de la recherche scientifique s'appuyant sur une série de données couvrant la période 1971-2000. En 2020, Météo-France publie une typologie des climats de la France métropolitaine dans laquelle la commune est dans une zone de transition entre le climat océanique altéré et le climat océanique altéré et est dans la région climatique Lorraine, plateau de Langres, Morvan, caractérisée par un hiver rude (1,5 °C), des vents modérés et des brouillards fréquents en automne et hiver.
Pour la période 1971-2000, la température annuelle moyenne est de 9,7 °C, avec une amplitude thermique annuelle de 16,2 °C. Le cumul annuel moyen de précipitations est de 889 mm, avec 13,3 jours de précipitations en janvier et 9,3 jours en juillet. Pour la période 1991-2020, la température moyenne annuelle observée sur la station météorologique de Météo-France la plus proche, « Rouvres-en-woevre », sur la commune de Rouvres-en-Woëvre à 6 km à vol d'oiseau, est de 10,8 °C et le cumul annuel moyen de précipitations est de 668,3 mm. 
La température maximale relevée sur cette station est de 40,2 °C, atteinte le 24 juillet 2019 ; la température minimale est de −15,4 °C, atteinte le 7 février 2012,,.
Les paramètres climatiques de la commune ont été estimés pour le milieu du siècle (2041-2070) selon différents scénarios d'émission de gaz à effet de serre à partir des nouvelles projections climatiques de référence DRIAS-2020. Ils sont consultables sur un site dédié publié par Météo-France en novembre 2022.

## Urbanisme

### Typologie
Au 1er janvier 2024, Amel-sur-l'Étang est catégorisée commune rurale à habitat dispersé, selon la nouvelle grille communale de densité à sept niveaux définie par l'Insee en 2022.
Elle est située hors unité urbaine et hors attraction des villes,.

### Occupation des sols
L'occupation des sols de la commune, telle qu'elle ressort de la base de données européenne d’occupation biophysique des sols Corine Land Cover (CLC), est marquée par l'importance des territoires agricoles (76,1 % en 2018), une proportion sensiblement équivalente à celle de 1990 (76,3 %). La répartition détaillée en 2018 est la suivante : 
terres arables (51,5 %), prairies (24,6 %), forêts (15,7 %), zones industrielles ou commerciales et réseaux de communication (3,1 %), eaux continentales (2,9 %), zones urbanisées (2,2 %). L'évolution de l’occupation des sols de la commune et de ses infrastructures peut être observée sur les différentes représentations cartographiques du territoire : la carte de Cassini (XVIIIe siècle), la carte d'état-major (1820-1866) et les cartes ou photos aériennes de l'IGN pour la période actuelle (1950 à aujourd'hui).

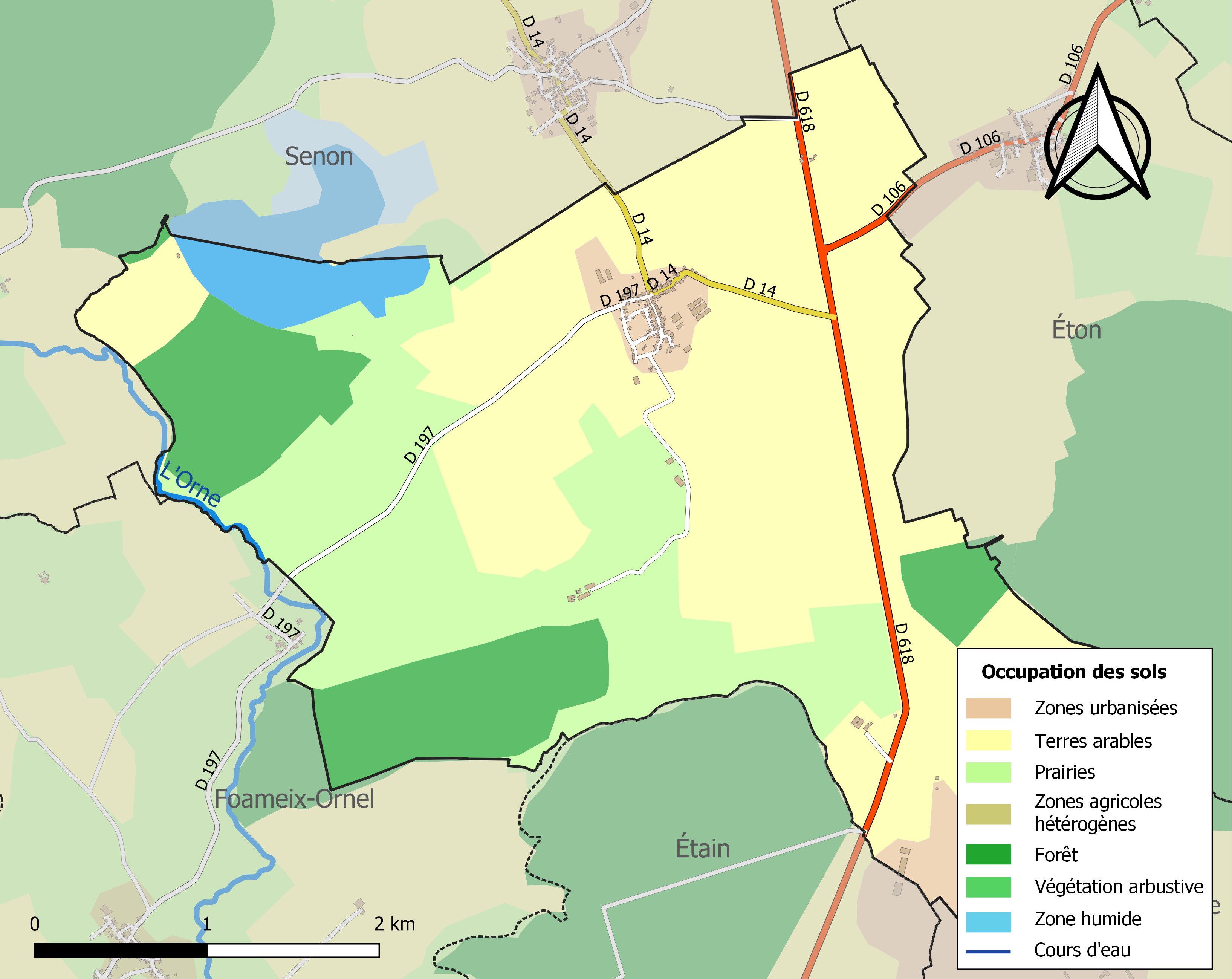
Carte des infrastructures et de l'occupation des sols de la commune en 2018 (CLC).

## Toponymie
Le nom de la localité est attesté sous les formes Alehne ou Mehne en 707, puis Villa Amella en 959.
L'étang d'Amel était une zone marécageuse aménagée par les moines dès le XIIe siècle pour la pisciculture.

## Politique et administration
| Période                                  | Période  | Identité          | Étiquette | Qualité   |
| ---------------------------------------- | -------- | ----------------- | --------- | --------- |
| Les données manquantes sont à compléter. |          |                   |           |           |
| avant 1995                               | ?        | Jean Larose       | DVD       |           |
| mars 2001                                | mai 2020 | Nicole Heintzmann |           |           |
| mai 2020                                 | En cours | Nicolas Birckel   |           | Ingénieur |

## Population et société

### Démographie
L'évolution du nombre d'habitants est connue à travers les recensements de la population effectués dans la commune depuis 1793. Pour les communes de moins de 10 000 habitants, une enquête de recensement portant sur toute la population est réalisée tous les cinq ans, les populations de référence des années intermédiaires étant quant à elles estimées par interpolation ou extrapolation. Pour la commune, le premier recensement exhaustif entrant dans le cadre du nouveau dispositif a été réalisé en 2007.

En 2022, la commune comptait 150 habitants, en évolution de −5,66 % par rapport à 2016 (Meuse : −4,4 %, France hors Mayotte : +2,11 %).
| 1793 | 1800 | 1806 | 1821 | 1831 | 1836 | 1841 | 1846 | 1851 |
| ---- | ---- | ---- | ---- | ---- | ---- | ---- | ---- | ---- |
| 380  | 432  | 449  | 458  | 547  | 596  | 605  | 631  | 621  |

| 1856 | 1861 | 1866 | 1872 | 1876 | 1881 | 1886 | 1891 | 1896 |
| ---- | ---- | ---- | ---- | ---- | ---- | ---- | ---- | ---- |
| 564  | 565  | 553  | 505  | 488  | 502  | 489  | 458  | 450  |

| 1901 | 1906 | 1911 | 1921 | 1926 | 1931 | 1936 | 1946 | 1954 |
| ---- | ---- | ---- | ---- | ---- | ---- | ---- | ---- | ---- |
| 407  | 404  | 392  | 231  | 267  | 268  | 283  | 243  | 249  |

| 1962 | 1968 | 1975 | 1982 | 1990 | 1999 | 2006 | 2007 | 2012 |
| ---- | ---- | ---- | ---- | ---- | ---- | ---- | ---- | ---- |
| 299  | 227  | 192  | 168  | 132  | 150  | 164  | 166  | 176  |

| 2017 | 2022 | - | - | - | - | - | - | - |
| ---- | ---- | - | - | - | - | - | - | - |
| 151  | 150  | - | - | - | - | - | - | - |

## Culture locale et patrimoine

### Lieux et monuments
- L'église Saint-Martin, origine 1780.
- Monument aux morts.
- Cimetière militaire pour 2 284 Allemands (1914-1918).
- Réserve naturelle régionale de l'Étang d'Amel.

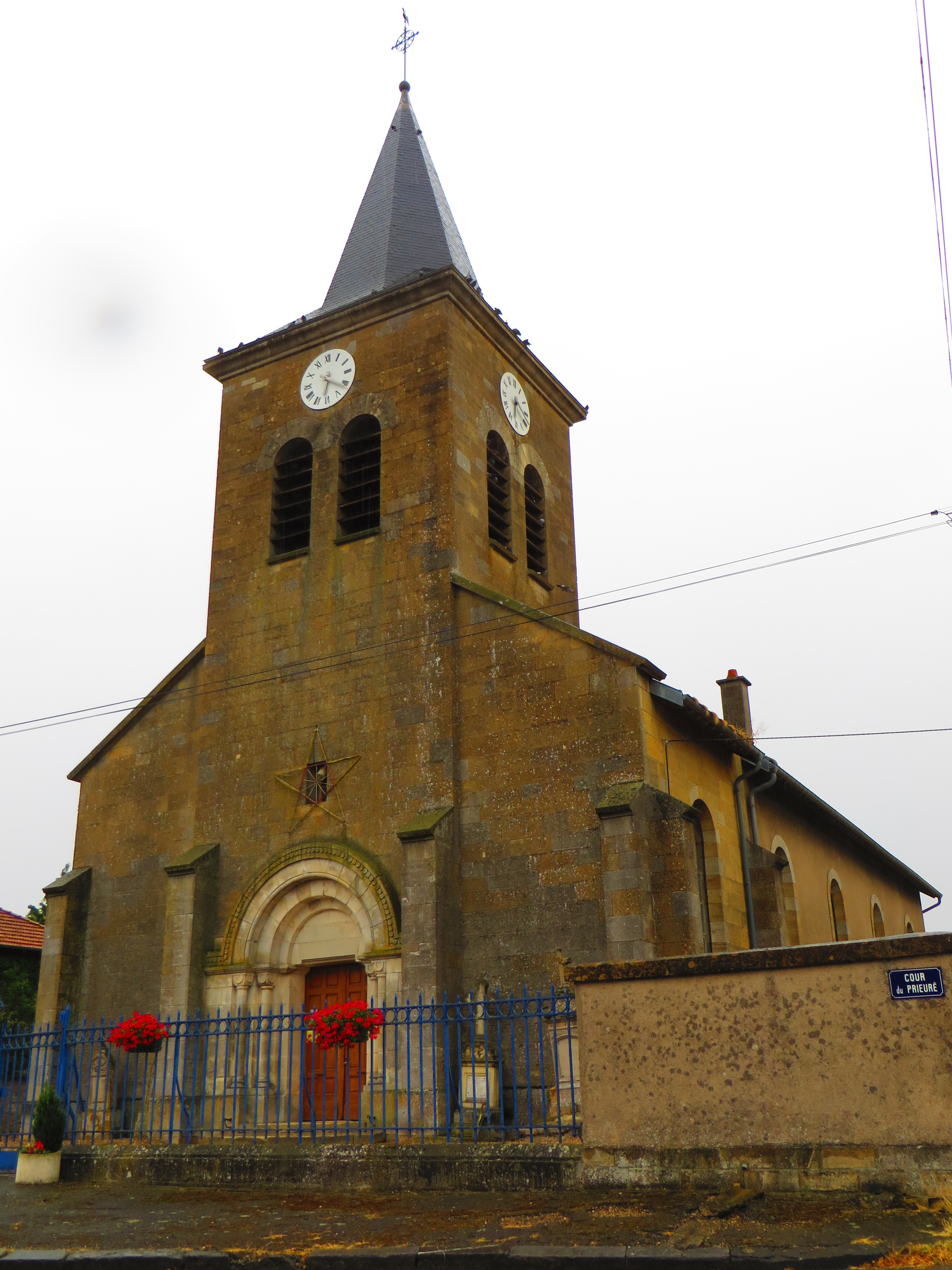
L'église Saint-Martin.
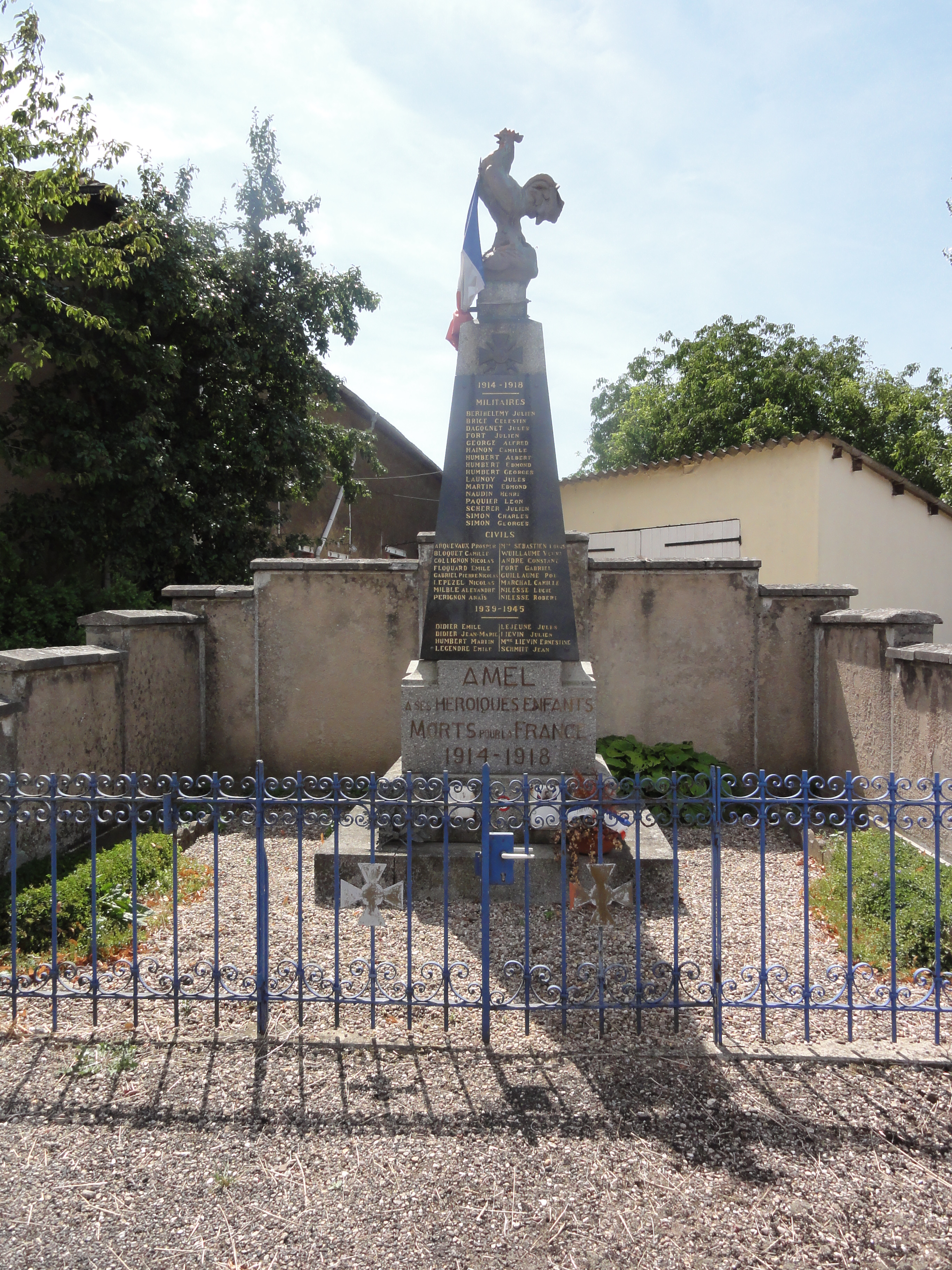
Monument aux morts.
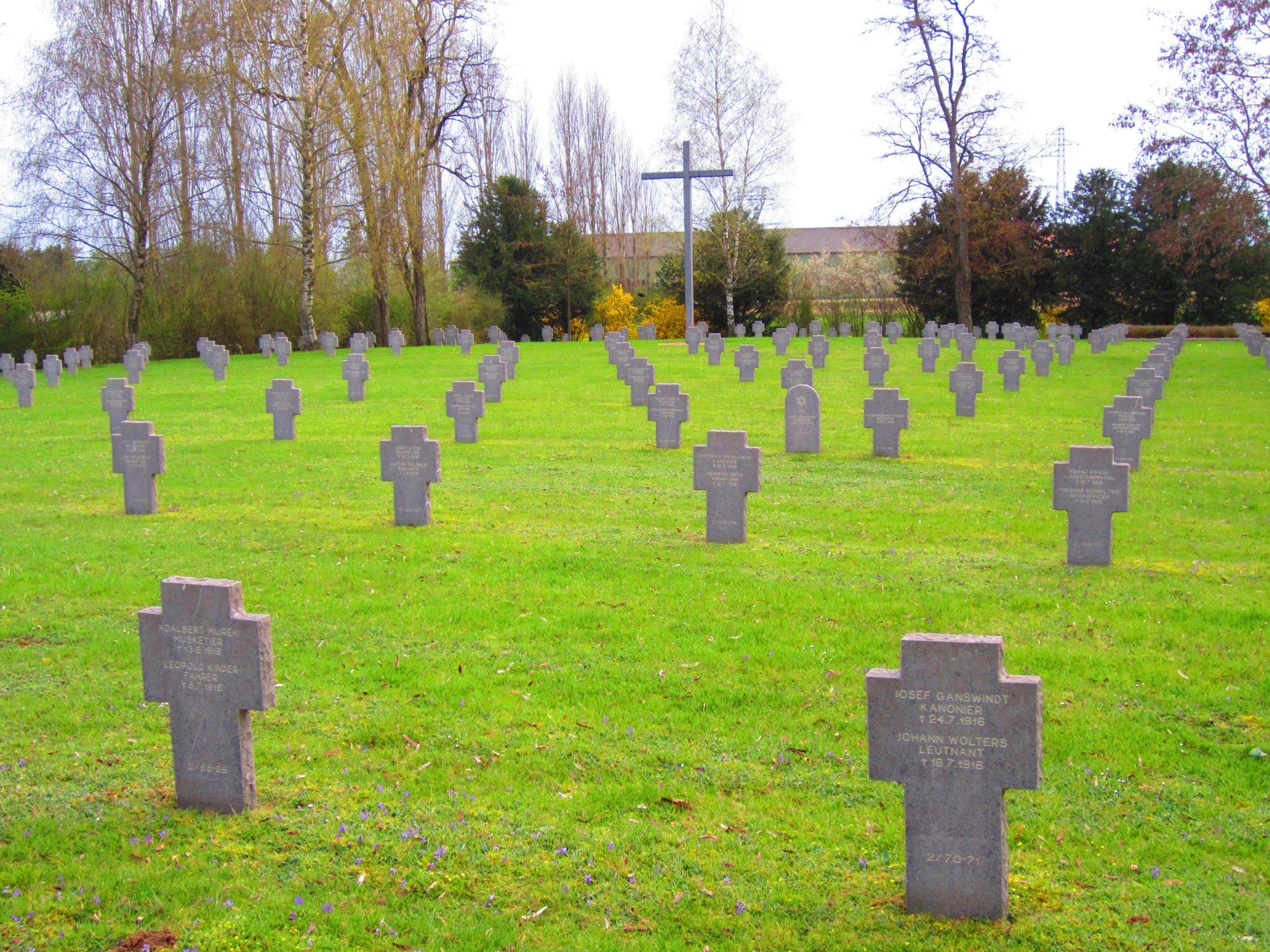
Cimetière militaire allemand, vue d'ensemble.
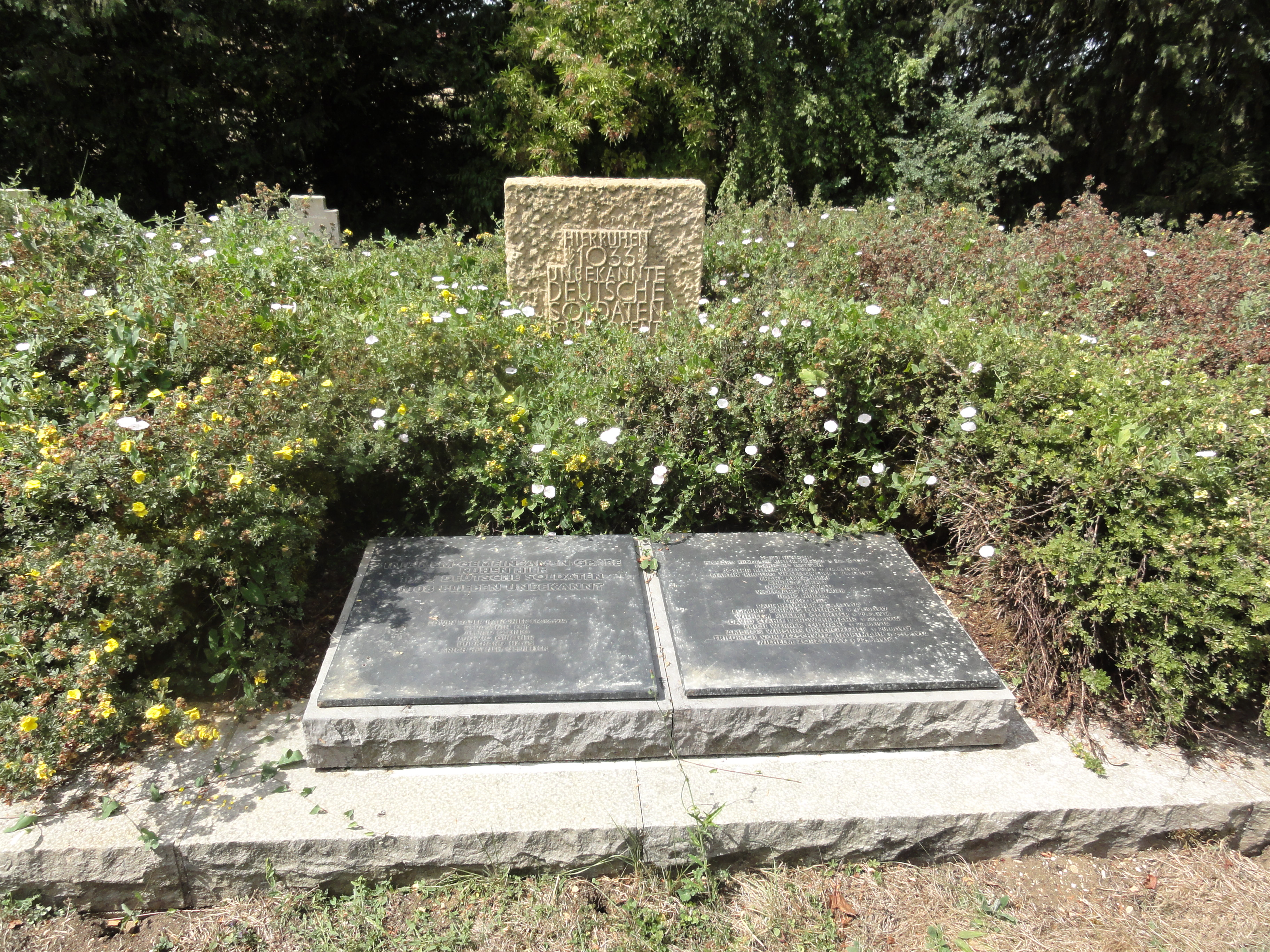
Cimetière militaire allemand, ossuaire.

### Héraldique, logotype et devise
| Blason de Amel-sur-l'Étang | Blason  | « Mi-tranché retaillé en chef de gueules à un butor étoilé essorant d'or tacheté de sable et à la gorge d'argent, et d'azur à un chevronnel d'argent sommé de la partition et à un casque de centurion romain d'or, le tout accosté de deux bars adossés du même. Soutien de l'écu : Deux rameaux de chêne supportés de tanné, feuillés de sinople et englantés d’or, passés en sautoir Croix de Guerre 1914 - 1918 appendue sous l’écu et brochant sur la croisure» |
| Blason de Amel-sur-l'Étang | Détails | Note : Blasonnement original comportant des « étrangetés » : retranché devrait être mi-tranché' (ou mieux mantelé versé) ; le chevron d'argent sommé de la partition (???) en fait mouvant de la partition et surtout en précisant versé «– Le butor étoilé est l'une des espèces d'oiseaux du site de l'étang d'Amel aménagé par les moines au XIIe siècle pour la pisciculture. C'est l’un des derniers étangs de la plaine de la Woëvre ayant gardé son caractère sauvage. Propriété du Conservatoire d'espaces naturels de Lorraine, il a été classé, avec des terrains attenants, en Réserve Naturelle Régionale en 2006 par le Conseil Régional de Lorraine. Sa superficie est partagée entre les communes d'Amel et de Senon. En parcourant et en déployant ses ailes au -dessus de l'étang, le butor étoilé l'anime et en constitue l'âme. Ainsi âme et ailes constituent des armes allusives et parlantes pour le toponyme Amel-sur-l'Étang. Amel, Amella (959), Amellensi-Villa (1145), Ametz (1607) seraient, selon certains auteurs, liés au nom de personne germanique « Ambla ». Les deux bars évoquent également l'étang, la pèche et ainsi Saint Pierre, pécheur quand il est devenu disciple de Jésus puis premier pape et martyr. Le prieuré bénédictin d'Amel dont la collégiale était vouée à Saint Pierre dépendait depuis le Xe siècle de l'abbaye de Gorze, en 1591, le pape céda le prieuré aux jésuites de Pont à Mousson. Sous l'ancien régime le village dépendait de la prévôté d'Etain, dans le Barrois non mouvant, évoqué par l'azur et les deux Bars (le duché de Bar avait pour armes : D’azur semé de croisettes recroisetées au pied fiché d’or, à deux bars adossés du même, brochants sur le tout.). Le prieur était le seigneur du lieu. Le casque de centurion romain rappelle que le village existait à l'époque Gallo-romaine ; des pièces de monnaie, trouvées sur le site, l'attestent. Le casque de centurion romain est également celui de Saint Martin qui était officier romain avant de devenir évêque de Tours. L'église mère mérovingienne d'Amel vouée à Saint Martin fut reconstruite en 1782, et profondément remaniée en 1920, après les dommages de la grande guerre.» Armoiries composées par Robert André Louis, et Dominique Lacorde, membres du Comité Lorrain d’Héraldique et adoptées le 11 décembre 2020, Monsieur Nicolas BIRKEL étant maire. |